# Шикудук
Шикуду́к (каз. Шиқұдық) — село у складі Уїльського району Актюбінської області Казахстану. Входить до складу Саралжинського сільського округу.
Населення — 176 осіб (2021; 260 у 2009, 345 у 1999, 299 у 1989).